# Alea iacta est

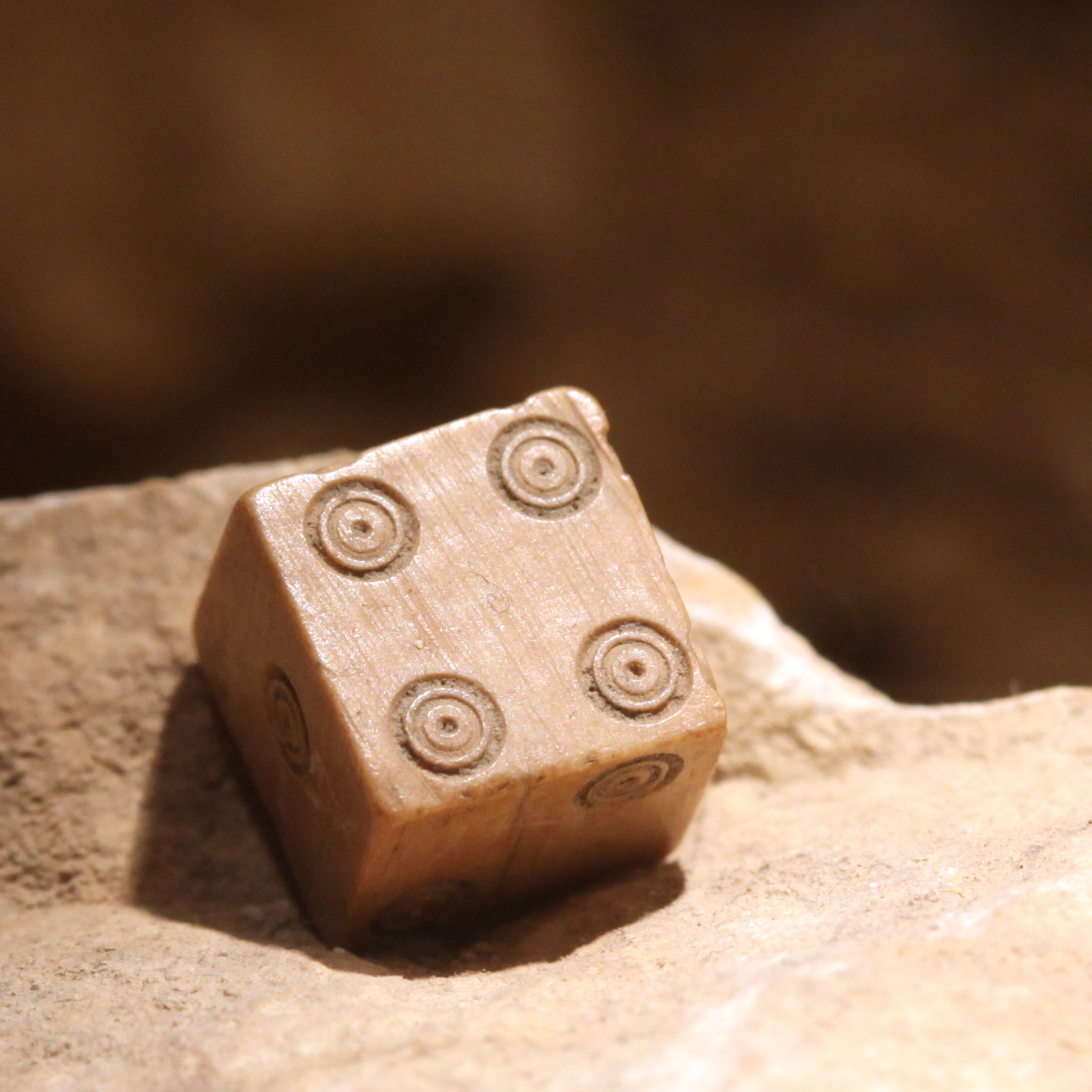
Rzymska kość do gry

Alea iacta est (łac. Kości zostały rzucone) – słowa, które Gajusz Juliusz Cezar miał powiedzieć 10 stycznia 49 p.n.e, gdy wraz ze swoją armią przekroczył rzekę Rubikon.
Przekroczenie Rubikonu było jednoznaczne z rozpoczęciem wojny domowej w republice rzymskiej przeciwko Pompejuszowi i optymatom. Zwrot po raz pierwszy zacytowany przez Swetoniusza w dziele Żywoty cezarów w formie iacta alea est. Obecnie w języku polskim zwrot funkcjonuje najczęściej w postaci kości zostały rzucone.

## Znaczenie
Obecnie zwrot ten oznacza podjęcie nieodwołalnej decyzji, takiej jak rzut kośćmi przez gracza.
Plutarch w żywocie Pompejusza pisał:

Ἑλληνιστὶ πρὸς τοὺς παρόντας ἐκβοήσας, «Ἀνερρίφθω κύβος», διεβίβαζε τὸν στρατόν.
On [Cezar – przyp.] głośno krzyknął po grecku tym, którzy byli tam obecni: „Niech kostka będzie rzucona”, i przekroczył rzekę wraz z armią.

Zwrot Ἀνερρίφθω κύβος został najprawdopodobniej zaczerpnięty przez Cezara z komedii Menandra Arrephorus.

[B:] δεδογμένον τὸ πρᾶγμ'· ἀνερρίφθω κύβος
[B:] Sprawa zapadła już. Kości rzucone

W innym kontekście zwrot trzeba by tłumaczyć jako kość była (ewentualnie została) rzucona, chociaż niektórzy twierdzą, że zwrot ten należałoby tłumaczyć jako formę trybu rozkazującego: niech kości zostaną rzucone.
W czasach Cezara „alea” był to rzeczownik oznaczający wczesną formę tryktraka, chociaż kości były znane pod określeniem „cubus”, więc zwrot można by tłumaczyć również jako gra w tryktraka została rozpoczęta.